# Леордина
Леордина (рум.  Leordina, венг. Leordina) — коммуна в составе жудеца Марамуреш в Румынии.
Расположена в Трансильвании на расстоянии примерно 31 км к юго-востоку от города Сигет-Мармаросский недалеко от границы с Украиной в долине реки Вишеу.
Высота — 396 м.

## Население
Население по состоянию на 2011 год — 2547 чел. Площадь — 29,94 км². Плотность населения — 85 жителей на 1 км². С начала официальной переписи населения в 1850 году коммуна была заселена в основном румынами. До Второй мировой войны евреи составляли самое многочисленное меньшинство (около 20 процентов в 1920 г.). В 2002 году здесь были зарегистрированы один венгр, один турок и семь украинцев.

## История
Впервые упоминается в документах 1353 или 1373 года под названием Высосо. Входила в состав Венгерского королевства на протяжении нескольких столетий После Первой мировой войны присоединена к Румынии.